# Масленников, Валерий Владимирович
Валерий Владимирович Масленников (род. 14 мая 1958 года, Нижний Тагил, Свердловская область) — советский и российский геолог, специалист в области металлогении, литологии, минералогии, геохимии и палеоэкологии колчеданных месторождений, член-корреспондент РАН (2016).

## Биография
Родился 14 мая 1958 года в городе Нижний Тагил Свердловской области.
В 1980 году — окончил Свердловский горный институт по специальности «Геологическая съемка, поиски и разведка месторождений полезных ископаемых».
В 1986 году — защитил кандидатскую диссертацию по теме «Стратиграфо-литологический контроль медно-колчеданных руд».
С 1986 года — работал в Ильменском государственном заповеднике.
Затем[когда?] в Институте минералогии УрО РАН, в Лаборатории прикладной минералогии и минерагении (современная — Лаборатория минералогии рудогенеза).
В 1997 году — защитил докторскую диссертацию, тема: «Седиментогенез, гальмиролиз и экогенез колчеданоносных палеогидротермальных полей».
С 1998 по 2008 годы работал заместителем директора по научным вопросам Института минералогии УрО РАН.
В 2016 году — был избран членом-корреспондентом РАН.
Ведет исследования в области минералогии рудных фаций колчеданных месторождений, создание минералого-геохимической теории литогенеза сульфидных, оксидно-железистых и марганцовистых металлоносных отложений колчеданоносных гидротермальных полей современных и древних океанов.
По совместительству руководит кафедрой «Геология» на геологическом факультете Южно-Уральского государственного университета, где читает лекции по курсу «Геология месторождений полезных ископаемых».
Под его руководством защищены 2 кандидатские диссертации.

## Членство в организациях
- член Президиума УрО РАН;
- член редколлегии журнала «Литосфера», редактор журнала «Минералогия»;
- член международных геолого-минералогических обществ (SGA, SEG и IMМA)

## Награды
- 2003 — Премия Правительства Российской Федерации в области науки и техники — за создание научных основ развития рудной минерально-сырьевой базы Урала[5]
- 2012 — лауреат международной награды Б. Скиннера общества Экономической геологии (SEG)[2]
- 2021 — медаль имени А.Н. Заварицкого (УрО РАН) — за цикл совместных работ с Масленниковой Светланой Петровной, посвященных древним и современным «черным курильщикам» и развитию теоретических положений литогенеза и колчеданообразования